# Rigskancelliet
Rigskancelliet (tysk Reichskanzlei) betegnede den tyske kanslers kontor og embedsværk fra 1871 til 1945. Siden 1875 havde Rigskancelliet sit sæde i det såkaldte gamle Rigskancelli i Wilhelmstraße 77 i Berlin, i det radziwillske palæ. Rigskancelliet blev indrettet i det radziwillske palæ fra 1871 efter påtryk fra Otto von Bismarck. Rigskancelliet havde hovedsagelig ansvaret for kanslerens kommunikationer med de andre rigs- og statsorganer. Det blev ledet af en statssekretær.
Det gamle rigskancellis hovedbygning var opført 1738-1739 af Carl Friedrich Richter. I 1869 blev palæet købt af den preussiske statsregering. Det blev overdraget til det tyske rige i 1875. I årene 1875-1878 blev det ombygget efter planer af Georg Joachim Wilhelm Neumann. Fra 1878 benyttede Bismarck palæet som residens.
Berlinerkongressen 1878 som afgjorde Balkanproblemerne blev afholdt i palæets festsal.
Fra 1932 til 1933 blev bygningen forbigående brugt som tjenestebolig for rigspræsident Paul von Hindenburg mens præsidentpaladset blev renoveret. 1934-35 fulgte en ombygning ledet af Paul Ludwig Troost, Gerdy Troost og Leonhard Gall. I denne sammenhæng blev der opført en sal-tilbygning i kancelliets have, med bombesikre rum under.
1945 blev kancelliet gennem bombardering og kamphandlinger fra februar til april totalt ødelagt. Der blev gennem magistratbeslutning givet status som kunsthistorisk mindesmærke i 1947, men dets status betegnet som ruin. Ruinerne blev fjernet i 1949.
I 1938/39 opstod efter planer af arkitekten Albert Speer det nye rigskancelli ved hjørnet af Wilhelmstraße og Voßstraße. Den nye bygning var konstrueret for at imponere og havde en længde på hele 441 meter. I byggeriets have blev der desuden opført en bunker. Også det nye kancelli blev ødelagt ved slutningen af krigen.
Et nyt kancelli blev færdigopført i det centrale Berlin i 2001. Det går under betegnelsen Kanzleramt.